# San Miguel de Mayumo
Pour les articles homonymes, voir San Miguel.
San Miguel de Mayumo est une municipalité de la province de Bulacan, aux Philippines.